# Resolución 1721 del Consejo de Seguridad de las Naciones Unidas
La Resolución 1721 del Consejo de Seguridad de las Naciones Unidas, adoptada por unanimidad el 1 de noviembre de 2006, tras recordar resoluciones anteriores sobre la situación en Costa de Marfil, el Consejo prorrogó los mandatos transitorios del Presidente Laurent Gbagbo y del Primer Ministro Charles Konan Banny por no más de un año.
A pesar de la aprobación de la Resolución 1721, el presidente Gbagbo declaró su intención de no implementarla ya que "infringía" aspectos de la ley marfileña; Los intentos del primer ministro Banny de implementar la resolución fueron neutralizados por Gbagbo.

## Resolución

### Observaciones
El Consejo tuvo conocimiento de que los mandatos constitucionales del Presidente Laurent Gbagbo expiraron el 30 de octubre de 2005 y los de la Asamblea Nacional el 16 de diciembre de 2005. Preocupaba la persistencia de la crisis en Costa de Marfil y el sufrimiento a gran escala de la población. También condenó las violaciones de los derechos humanos y del derecho internacional humanitario .

### Hechos
Actuando en virtud del Capítulo VII de la Carta de las Naciones Unidas, el Consejo reconoció la imposibilidad de celebrar elecciones antes del 31 de octubre de 2006. Respaldó la decisión del Consejo de Paz y Seguridad de la Unión Africana de extender los períodos de transición de Gbagbo y Banney por un período que no exceda los doce meses. El Primer Ministro no podía presentarse a las elecciones, y tenía que llevar a cabo los acuerdos alcanzados, en particular:
- la ejecución del programa de desarme, desmovilización y reintegración ;
- registro de votantes ;
- desarme y desmantelamiento de milicias ;
- restaurar la autoridad del estado en todo el país;
- preparativos técnicos para las elecciones;
- Emprender reformas del ejército .

La resolución exigía que todos los partidos de Costa de Marfil pusieran fin a toda incitación al odio y la violencia a través de los medios de difusión o la violencia en general. También debían garantizar la libertad de circulación y la seguridad de los ciudadanos marfileños en todo el país.
Al mismo tiempo, renovó el mandato del Alto Representante para las Elecciones de la Resolución 1603 (2005) por un período de doce meses. La Unión Africana había alentado al representante a desempeñar un papel más importante en la resolución de disputas relacionadas con las elecciones y, por lo tanto, era la única autoridad autorizada para intervenir para resolver problemas y certificar etapas del proceso electoral.
Mientras tanto, se pidió a la Operación de las Naciones Unidas en Costa de Marfil (ONUCI) que brindara protección al personal de las Naciones Unidas. Se instó a todos los países a impedir la transferencia de grupos armados o armas a Costa de Marfil. Finalmente, el Consejo concluyó subrayando la responsabilidad de todas las partes marfileñas de implementar el proceso de paz.